# Rio Ghilăuca (Putreda)
O Rio Ghilăuca é um rio da Romênia, afluente do Putreda, localizado no distrito de Botoşani.